# Epicharitus
Epicharitus leucosemus es una especie de araña araneomorfa de la familia Gnaphosidae. Es la única especie del género monotípico Epicharitus.  

## Distribución
Es originaria de Australia en Queensland.